# Bruce Iglauer
Bruce Iglauer (Ann Arbor, 10 luglio 1947) è un manager statunitense. È il fondatore e il capo dell'etichetta indipendente blues americana Alligator Records di Chicago.

## Biografia
Iglauer nacque ad Ann Arbor, Michigan, Stati Uniti e crebbe a Grand Rapids, Michigan e Wyoming, Ohio. 
Cominciò ad interessarsi al  blues durante la metà degli anni '60, frequentando la Lawrence University di Appleton, Wisconsin, e iniziò a condurre un programma radiofonico del college, per poi passare alla promozione dei concerti di Howlin' Wolf e Luther Allison a Lawrence. Arrivò così all'attenzione di Bob Koester ed entrò nello staff della Delmark Records a Chicago come spedizioniere nel 1970. Fu cofondatore della rivista Living Blues nel 1970. Quando il consiglio di Iglauer di far firmare Hound Dog Taylor & The House Rockers fu declinato dalla Delmark, registrò lui stesso il gruppo e così creò la Alligator Records nel 1971.
Nove mesi dopo l'uscita del primo album dell'Alligator Records, lasciò la Delmark e continuò con l'Alligator, facendo famose registrazioni di Big Walter Horton, Son Seals, Fenton Robinson, Koko Taylor, Albert Collins, Lonnie Brooks e molti altri. Una svolta arrivò nel 1975 con I Got What It Takes di Koko Taylor, che gli valse la nomination ai Grammy Awards. Nel 1978 fece firmare Albert Collins e nel 1982 I'm Here! di Clifton Chenier vinse un Grammy. Registrazioni su Alligator di Hound Dog Taylor, Fenton Robinson, Albert Collins, Johnny Winter, Roy Buchanan, Clarence "Gatemouth" Brown, James Cotton, Charlie Musselwhite, Luther Allison, Shemekia Copeland, Roomful of Blues, Marcia Ball, Buckwheat Zydeco ed altri sono state nominate ai Grammy. Showdown! di Albert Collins, Robert Cray e Johnny Copeland hanno vinto un Grammy per la miglior registrazione blues del 1985 e Lay Your Burden Down di Buckwheat Zydeco ha vinto un Grammy per il miglior Blues Cajun o Zydeco Recording del 2009.
Iglauer ha prodotto o co-prodotto oltre 125 album nel catalogo di Alligator Records, compresi gli album di Hound Dog Taylor, Son Seals, Koko Taylor, Fenton Robinson, Albert Collins, Johnny Winter, Roy Buchanan, Lil' Ed & The Blues Imperials, James Cotton, Kenny Neal, Saffire--The Uppity Blues Women, Jarekus Singleton, Carey Bell e Billy Boy Arnold.
Il catalogo Alligator contiene oltre 300 album, che spaziano dal Chicago blues elettrico al rock blues, al Piedmont blues acustico e al jump blues della West Coast. Negli anni '90 Alligator è diventata una delle più grandi etichette blues contemporanee del mondo.
Chicago Magazine ha premiato Iglauer con il premio Chicagoan of the Year 2001. Inoltre Iglauer è stato uno dei fondatori dell'Associazione nazionale dei distributori di dischi indipendenti (NAIRD, in seguito Associazione per la musica indipendente (AFIM)). Ha fatto parte dei consigli di amministrazione della Blues Foundation, della Blues Community Foundation (di cui è fondatore) e dell'American Association of Independent Music (A2IM), che ha sostituito l'AFIM come principale organizzazione dell'industria musicale indipendente degli Stati Uniti. Nel 2014 A2IM ha consegnato a Iglauer il suo Lifetime Achievement Award. Iglauer ha anche ricevuto due premi "Keeping The Blues Alive" dalla Blues Foundation, uno come direttore artistico e uno per la sua produzione. È stato inserito nella Blues Hall of Fame della Blues Foundation nel 1997.
Iglauer è sposato con Jo Kolanda di Mequon, Wisconsin. Hanno una figlia e due nipoti femmine, Rachel Beaudry, Hailey Montalbano e Gabrielle Montalbano, di Glencoe, Illinois e lui ha una figliastra, Rebekah Beaudry di Mequon, nel Wisconsin.

## Libri
- Bruce Iglauer e Patrick A. Roberts, Bitten by the Blues: The Alligator Records Story, collana Chicago Visions and Revisions, Cicago, University of Chicago Press, 2018, ISBN 978-0226129907.